# Yara International
Pour les articles homonymes, voir Yara.
Yara International ASA est une société chimique basée en Norvège. C'est le plus grand distributeur de nutriments pour végétaux sous forme d'engrais cristallisés. Ses principales activités sont la fabrication et la mise en marché d'engrais azotés, tels que l'urée et des nitrates. Elle synthétise et vend également de l'ammoniac, élément essentiel pour la fabrication des engrais azotés synthétiques.

## Histoire
Yara a été officiellement fondée le 26 mars 2004 lorsque la division Hydro Agri de Norsk Hydro, qui comprenait toutes les activités relatives aux engrais, a été détachée et mis en vente à la bourse. Norsk Hydro a vendu toute sa participation dans Yara.
En février 2005, Yara acquiert 30 % du capital de OAO Minudobreniya (« Rossosh »), producteur d'engrais russe.
En avril 2006, Yara met en service d'une usine d'ammoniac à Burrup (Australie). Yara détient 35 % du capital de Burrup Holdings Limited (BHL) et est en litige avec l'autre actionnaire, Pankaj Oswal.
En juillet 2006, Yara acquiert une participation de contrôle dans Fertibras, société brésilienne de négoce et distribution d'engrais.
En septembre 2006, Yara achète 50 % du capital de la société Balderton Fertilisers, basée à Genève et spécialisée dans le négoce d'engrais en Europe.
En mai 2007, Yara achète 30,05 % du capital de la société Kemira GrowHow, producteur d'engrais finlandais et présente avec succès une offre d'achat du reste du capital.
En juillet 2008, Yara conclut un accord pour l'acquisition de SaskFerco, producteur d'azote canadien, accord complété en octobre de la même année. L'usine d'engrais située à Belle Plaine a ensuite commencé à fonctionner sous le nom de « Yara Belle Plaine Inc ».
En février 2009, 50 % des parts de l'usine d'engrais de Brega (Libye) sont détenues par Yara à la suite du rachat d'actions (50 %) de la société Libyan Norwegian Fertiliser Company (Lifeco) (les autres actionnaires de Lifeco sont National Oil Corporation of Libya (NOC) et Libyan Investment Authority (LIA) — chacun détenant 25 % du capital).
En septembre 2009, la construction d'une nouvelle usine d'urée démarre à Sluiskil (Pays-Bas) d'Urea 7.
En octobre 2009, Qafco, producteur d'engrais qatari dans lequel Yara détient une participation de 25 %, signe une lettre d'intention pour la construction du projet d'agrandissement Qafco-6. Ce projet comprend la construction d'une usine d'urée d'une capacité de 3 850 t/j ;
En janvier 2010, Yara acquiert les 50 % restant de Balderton Fertilisers.
En janvier 2023, l'usine située à Montoir-de-Bretagne en Loire-Atlantique est condamnée par l'Etat français pour des rejets polluants. Le 06 novembre 2023, la direction annonce la transformation de l'usine en zone de stockage, entraînant la suppression de 139 emplois sur 170.

## Lobbying et corruption
Yara International mène une importante campagne de lobbying, notamment auprès de l’Union européenne, pour éviter toute régulation contraignante de son impact climatique. Selon Corporate Europe Observatory, la multinationale a dépensé près de douze millions d’euros en lobbying à Bruxelles entre 2010 et 2019, tout en bénéficiant du soutien de lobbies sectoriels comme FertilisersEurope ou le Conseil des industries chimiques Cefic. Le stockage d'ammonitrate sur son site de Montoir-de-Bretagne a été particulièrement pointé[Quoi ?].
En 2013, Yara est mêlée à un scandale impliquant de nombreuses entreprises. Le quotidien économique norvégien Dagens Næringsliv a rapporté que Yara avait payé plus de huit millions de couronnes norvégiennes à Choukri Ghanem, ancien Premier ministre libyen, ministre du Pétrole et commandant en chef de la compagnie pétrolière d'État. Ghanem avait été retrouvé mort dans le Danube autrichien en 2012.
En janvier 2014, la compagnie est déclarée coupable de corruption lors de contrats avec la Libye, l'Inde ainsi que la Russie. Elle a été condamnée à une amende de 295 millions de couronnes (35,5 millions d'euros à l'époque).
En 2021, Yara est accusé de financer la dictature en Biélorussie en continuant à travailler avec Belarus Kali, malgré les sanctions économiques prononcées par l'Union Européenne à la suite des événements après la falsification des résultats des élections en Biélorussie en 2020 qui ont porté atteintes aux droits de l'homme des biélorusses par le régime de Lukashenko après les manifestations en Biélorussie en 2020. La leader de l'opposition démocratique Svetlana Tikhanovskaya a dénoncé la poursuite d'échanges commerciaux avec Belarus Kali, celle-ci étant une entreprise détenue par le gouvernement biélorusse, finançant ainsi indirectement la dictature en Biélorussie. Yara s'est engagé à arrêter de travailler avec Belarus Kali en décembre 2021 mais en janvier 2022 continue toujours à travailler avec cette dernière.